# Moravska cerkev
Moravski bratje ali Moravská cerkev (nemško Herrnhuter Brüdergemeine, latinsko Unitas Fratrum) je evangeličanska cerkev, ki je samostojni del mednarodne  Skupnosti bratovščine (latinsko Unitas Fratrum). Njeno poslanstvo je širjenje krščanstva, miru in izobraževanja v svetu. Delovanje Moravske cerkve je usmerjeno v ustanavljanje novih enot in misij. Skozi svojo dolgo zgodovino so postali ustanovitelji in upravljavci mnogih šol raznih tipov, internatov, bolnic (zlasti v Izraelu) in domov za brezdomce, npr. Moravian Open Door (Moravska odprta vrata) v New Yorku. Ustanovili so tudi nekaj mest (npr. Betlehem v ZDA ali Herrendijk v Holandiji).

## Zgodovina

### Češki bratje
Po sežigu mojstra Jana Husa na Konstanškem koncilu leta 1415 se je husitsko gibanje razdelilo na dve krili - pragmatične utrakviste in radikalne taborite. Sprva sta se obe reformni skupini označevali kot  Češkí bratje, oziroma kot so se sami imenovali Unitas Fratrum, in uspevali biti tolerantni. Češko-luksemburška kraljevska dinastija se je predvsem trudila hisite izriniti iz cerkvenih in državnih uradov, kar je vodilo do nemirov in na koncu, po izdani križarski buli papeža Martina V. marca 1420, povzročilo krvave  husitske vojne. Tekom teh bojev proti katolíkom na Češkem in v sosednjih deželah se je razplamtel tudi dolgoletni boj med obema husitskima skupinama.
Husov privrženec, pridigar in teolog Petr Chelčický, se je po smrti Jana Husa nazorsko razšel z drugim Husovim naslednikom v praški Betlehemski kapeli, utrakvistom Jakoubkom iz Stříbra, ki je zagovarjal tezo, da lahko človek z mečem brani božjo besedo. To tezo so sprejeli tudi radikalni  taboriti in šli proti katoličanom. Petr Chelčický je nasprotno zavrnil nasilje. Od leta 1420 je živel osamljeno na svojem posestvu v Južni Češki, v svojih staročeških traktatih in razmišljanjih, na katere so vplivali spisi Jana Viklefa (1330–1384), razvil radikalno pacifistično vizijo krščanstva, v Kateri si je prizadeval se vrniti v prvotno krščanstvo, postavil enakost vseh kristjanov, pozval k prostovoljni revščini, zavrnil meništvo, nasprotoval splošni obrambni vojaški obveznosti in prisegi. Kritiziral je tudi takratno stanovsko ureditev družbe. 
Leta 1457 je kralj Jurij Podjebradski izročil v uporabo graščino Kunvald skupini njegovih privržencev, imenovani "Skupnost Petra Chelčického". Kljub preganjanju je število članov skupine raslo in leta 1467 je že obstajala organizacija z duhovniki in škofom. Pri Skupnosti bratovščine je namesto edinega škofa najvišje vodstvo sestavljal Svet starešin. Pozneje je bil med njimi imenovan njihov prvi škof Jan Amos Komenski (1592–1670). 
Po objavi  Confessio Bohemica (“Češka spoved”) leta 1575 je prišlo do sprave med  Češkimi brati in Luteranci, Reformirano cerkvijo in Husiti. Na njeni podlagi je cesar Rudolf II. Habsburški leta 1609 izdal document cesarsko veličanstvo. V času tridesetletne verske vojne (1618-1648) je bratovščina na Češkem skoraj zamrla, njeni člani so se lahko srečevali le tajno. Takratni škof Jan Amos Komenski je bil leta 1628 prisiljen zapustiti svojo domovino. Skupnost bratovščine se je naselila v poljskem kraju Lešno, in Horníh Uhrah (v današnjih mestih Skalica in Púchov).
- Jan Hus (1369–1415)
- Petr Chelčický (1390–1460)
- Jan Amos Komenski (1592–1670)

## Delovanje
Moderna Skupnost bratovščine  (alias Moravska cerkev)  ima danes po celem svetu okoli 825 000 privržencev. Največja koncentracija Moravskih bratov danes najdemo v Tanzaniji. Moravska cerkev v Tanzaniji vodi tudi misije v Kongu in Ugandi. Moravski bratje nadaljujejo svojo tradicionalno misijonsko delo tudi v območju Karibov, kot npr. Jamajška moravská cerkev deluje na Kubi. Bratje so delovali in še vedno delujejo v Kanadi, ZDA, Nikaragvi, Hondurasu, Malaviju, Južnoafriški republiki, Surinamu, Tibetu, Indiji, Aljaski in tudi v Evropi. Nemški Moravski bratje, katerih glavno mesto je v gornjelužiškem Ochranovu (nemški Herrnhut), aktivno deluje na področju izobraževanja in sociale.